# Danilo Kiš
Œuvres principales
- Le Sablier (1972)
- Encyclopédie des morts (1983)

Compléments
- Membre correspondant de l'Académie serbe des sciences et des arts (1988)

Danilo Kiš (en serbe cyrillique : Данило Киш ; en hongrois : Kiss Dániel), né le 22 février 1935 à Subotica et mort le 15 octobre 1989 à Paris 10e, est un écrivain serbe. Il a été membre correspondant de l'Académie serbe des sciences et des arts.

## Biographie
Né en Voïvodine, de mère serbe du Monténégro et de père juif de langue hongroise (que parlait Danilo Kiš : il traduisit en serbe des œuvres d'écrivains hongrois notamment de Dezső Kosztolányi). Il est marqué très jeune par la mort à Auschwitz d'une partie de sa famille, après quoi il se réfugie à Cetinje. Après des études de lettres à Belgrade, il s'installe en France en 1962, enseignant le serbo-croate à Strasbourg où il écrit son roman Jardin, cendre, puis à Bordeaux et Lille. Le Sablier (1972) vient clore une trilogie autobiographique qui fut publiée par la suite sous le titre Le Cirque de famille. En 1979, il s'installe à Paris (16 rue Arthur-Groussier) où il vivra jusqu'à sa mort, des suites d'un cancer.
Son œuvre, considérée comme l'une des plus importantes des lettres yougoslaves de l'après-guerre, comprend notamment sa trilogie romanesque Le Cirque de famille et deux recueils de nouvelles dénonçant le goulag ; la controverse à laquelle donnèrent lieu ces publications est à l'origine d'une réflexion sur la nature de la littérature (La Leçon d'anatomie).
Il est enterré au Nouveau cimetière de Belgrade.

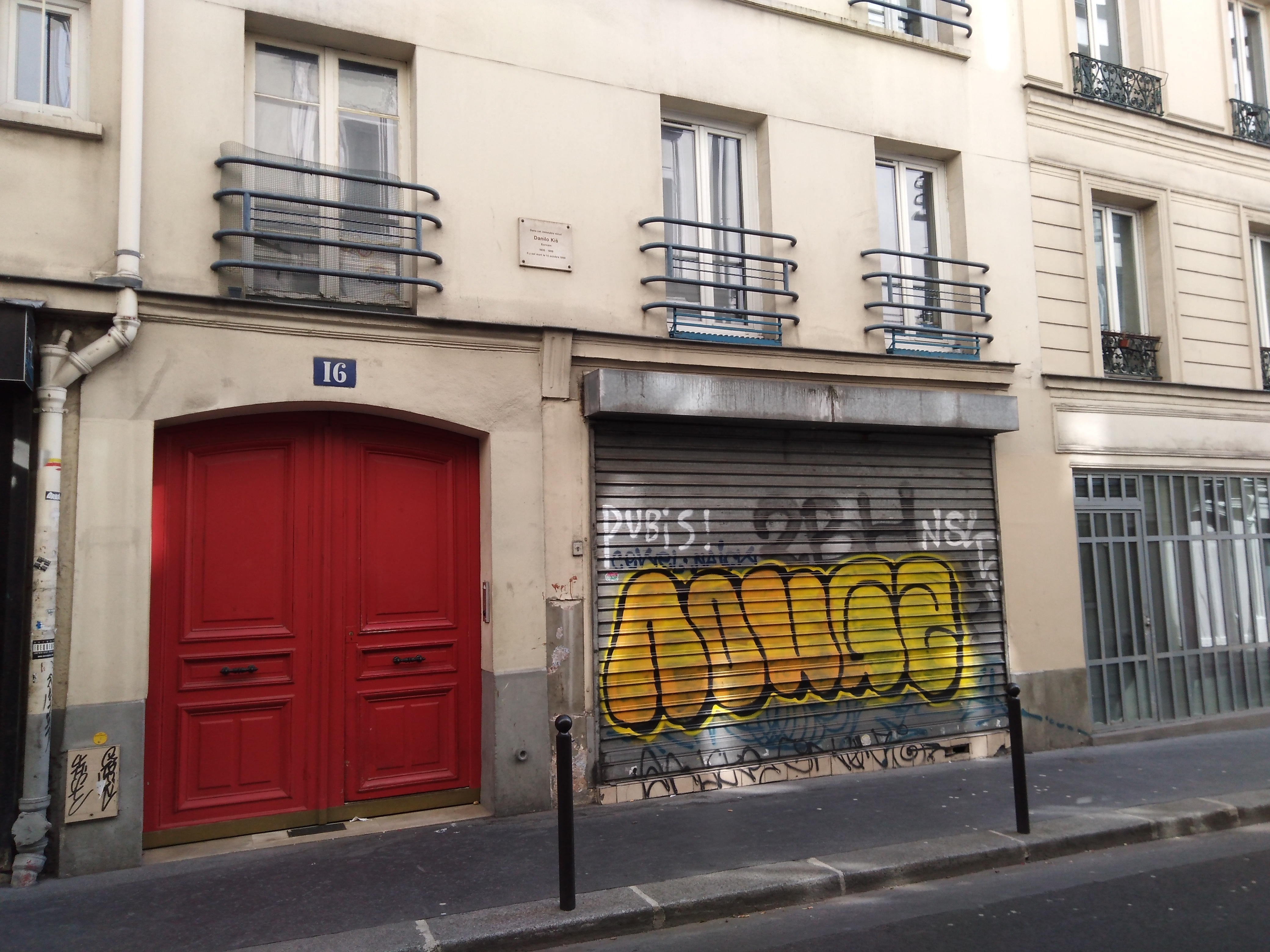
no 16 rue Arthur-Groussier où vécut Danilo Kiš de 1979 à sa mort
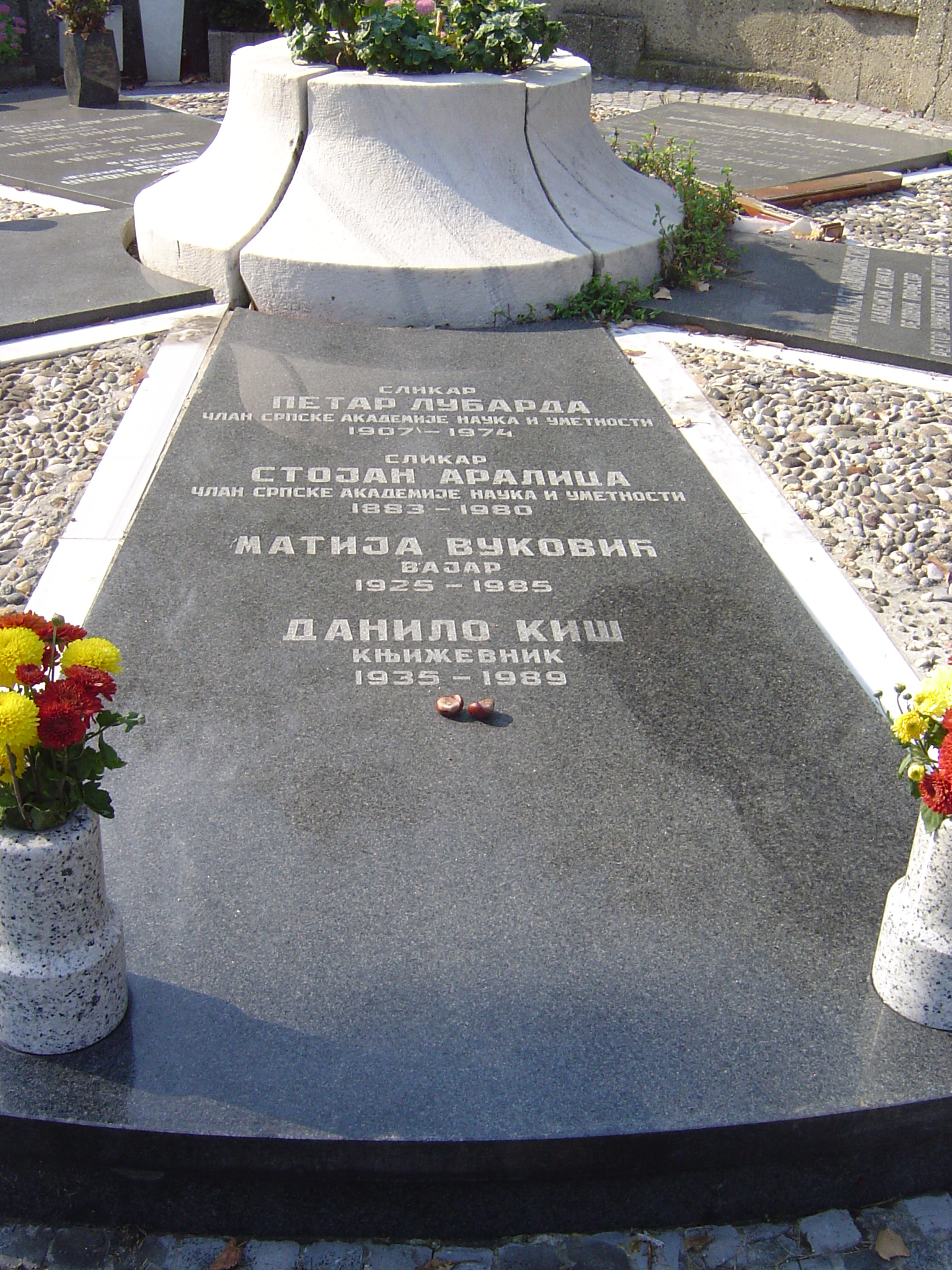
Tombe de Petar Lubarda, Stojan Aralica, Matija Vuković et Danilo Kiš dans le Nouveau cimetière de Belgrade
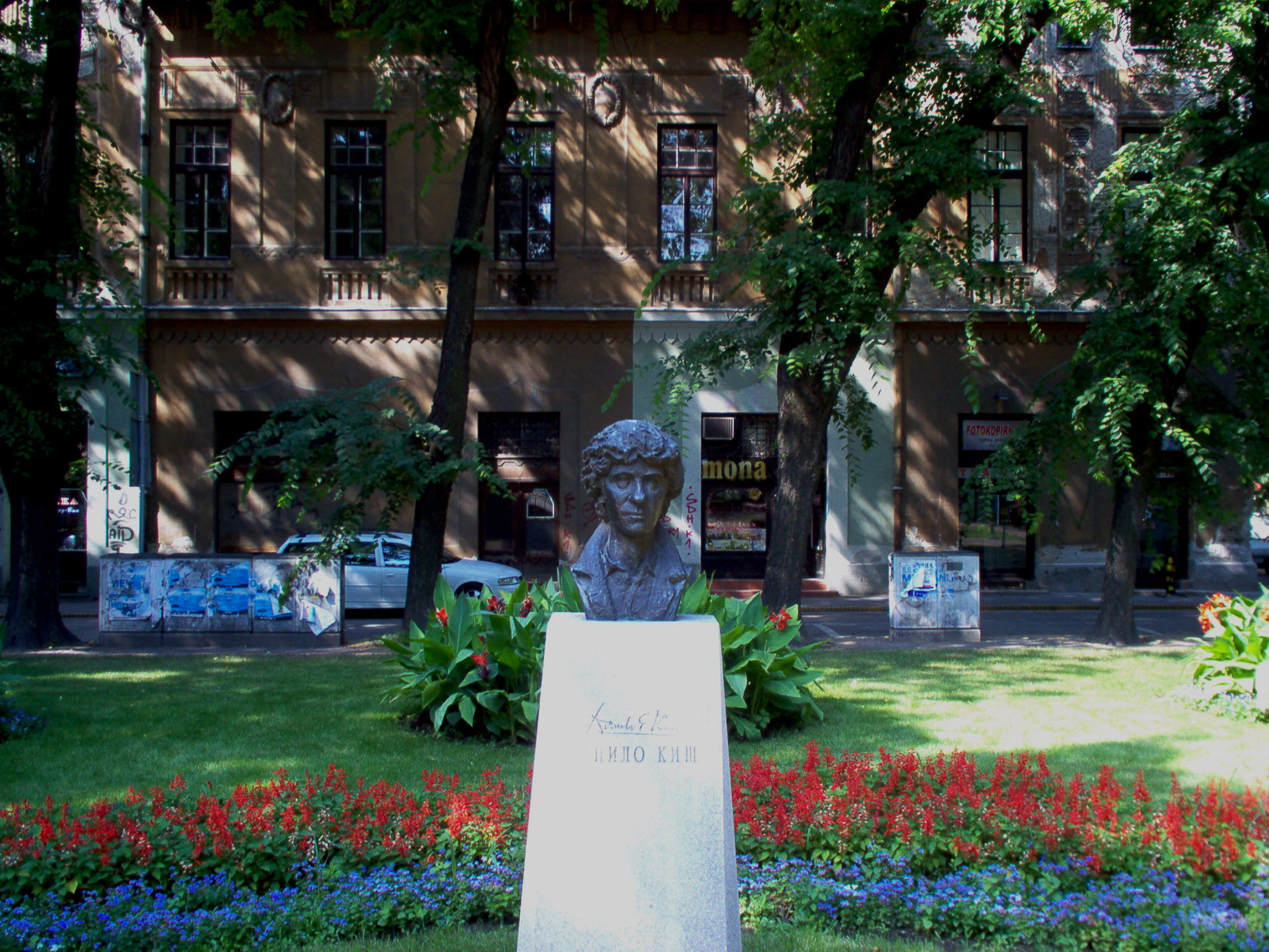
Monument à Danilo Kiš à Subotica

## Quelques œuvres
- Mansarda: satirična poema, roman, 1962
  - La Mansarde, Grasset, 1989
- Bašta, pepeo, roman, 1965
  - Jardin, cendre, traduction française de Jean Descat, Gallimard, 1971
- Rani jadi, roman, 1970
  - Chagrins précoces, traduction française de Pascale Delpech, 1984
- Peščanik, roman, 1972
  - Sablier, traduction française de Pascale Delpech, Gallimard, 1982
- Grobnica za Borisa Davidoviča: sedam poglavlja jedne zajedničke povesti, nouvelles, 1976
  - Un tombeau pour Boris Davidovitch, traduction française de Pascale Delpech, Gallimard 1979
- Čas anatomije, essai, 1978
  - La leçon d'anatomie, traduction française de Pascale Delpech, Fayard, 1998
- Enciklopedija mrtvih, roman, 1983
  - Encyclopédie des morts, traduction française de Pascale Delpech, Gallimard, 1985
- Noć i magla, drame, 1983
- Homo poeticus, essais, 1983
- Gorki talog iskustva,interviews, 1990
- Život, literatura,interviews et essais, 1990
- Pesme i prepevi, poèmes, 1992
- Lauta i ožiljci, nouvelles, 1994
- Skladište, 1995
- Varia, (essais, articles et nouvelles), 1995
- Pesme, Elektra, poèmes et adaptation du drame Elektra, 1995
- Varia (1945-1970), traduit par Pascale Delpech, préfacé par Jean-Pierre Morel, Fayard, 2010.

## Décoration
- Chevalier de l'ordre des Arts et des Lettres (1984)

## Prix
- Prix Ivo Andrić, attribué à son roman L'Encyclopédie des morts
- Grand Aigle d'or de la ville de Nice pour l'ensemble de son œuvre (1980)